# Азербайджано-южноафриканские отношения
Азербайджано-южноафриканские отношения — двусторонние отношения между Азербайджаном и Южно-Африканской Республикой в политической, экономической, культурной и других сферах.

## Дипломатические отношения
Дипломатические отношения между Азербайджаном и ЮАР впервые были установлены 29 апреля 1992 года.
Дипломатическое представительство Азербайджана в ЮАР находится в городе Претория.
Чрезвычайным Послом Азербайджана в ЮАР является Азад Нагиев. Чрезвычайным Послом ЮАР в Азербайджане является Пуле Исаако Малефане.
В парламенте Азербайджана действует межпарламентская рабочая группа по отношениям с ЮАР. Руководителем группы является Расим Мусабеков.

## Официальные визиты
В мае 1999 года министр иностранных дел ЮАР А. Нзопаид нанёс официальный визит в Азербайджан.
В июне 2008 года делегация, возглавляемая первой леди ЮАР Занеле Мбеки посетила Азербайджан с целью участия в Международном форуме «Расширение роли женщин в межкультурном диалоге».
В феврале 2014 года министр иностранных дел Азербайджана Эльмар Мамедъяров посетил ЮАР. В рамках визита был подписан «Меморандум о взаимопонимании по регулярным дипломатическим консультациям между Правительством Азербайджанской Республики и Правительством Южно-Африканской республики».
В ноябре 2016 года министр внешних связей и сотрудничества ЮАР Маите Нкоана-Машабане нанёс официальный визит в Азербайджан.
26 февраля 2018 года делегация ЮАР, возглавляемая Пуле Малефане посетила Азербайджан. В рамках визита были подписаны:
1. Меморандум о взаимопонимании с Торгово-промышленной палатой Азербайджана;
2. Меморандум о взаимопонимании с Фондом поощрения экспорта и инвестиций Азербайджана (AZPROMO)[7].

## В области экономики
Осуществляется сотрудничество в таких сферах, как туризм, сельское хозяйство, судостроение, торговля, связь, финансы, информационно-коммуникационные технологии, перерабатывающая промышленность, военная сфера, фармакология, энергетика, горнодобывающая промышленность, образование, торговля.
Согласно статистическим данным, в 2017 году товарооборот между странами составил 7,16 миллиона долларов США.
Согласно данным Государственного статистического комитета Азербайджана, в 2018 году объём торгового оборота между странами составил 162 754,2 долларов США.
В январе 2018 года по инициативе Института международных отношений ЮАР (SAIIA) в городе Претория была проведена международная конференция на тему: «Железная дорога Баку-Тбилиси-Карс (БТК) и Африка».
Основа экспорта из Азербайджана: керосиновое топливо для реактивных двигателей, детали электродвигателей, приборы и аппараты для измерения жидкостей и газов.
Основа экспорта из ЮАР: ананас, авокадо, апельсин, мандарины, грейпфрут, виноград, груши и айва, киви, персик, слива, рыба, проволока, крылья, хромовая руда, золото, другие металлические конструкции из чёрных металлов.
В настоящее время в Азербайджане функционирует 5 южноафриканских компаний.

### Товарооборот (тыс. долл)
| Год  | Экспорт Азербайджана | Импорт Азербайджана | Сумма товарооборота |
| ---- | -------------------- | ------------------- | ------------------- |
| 2020 | 15,94                | 8 468,98            | 8 484,92            |
| 2021 | 0,79                 | 5 590,45            | 5 591,24            |
| 2022 | 130,78               | 7 404,64            | 7 535,42            |
| 2023 | 328,38               | 8 485,04            | 8 813,42            |

## В области культуры
В 2012 году в центральной библиотеке Университета Претории была организована выставка, посвящённая Азербайджану.
В ноябре 2016 года между руководством Дипломатической академией при Департаменте международных отношений и сотрудничества ЮАР и Дипломатической Академией Азербайджана был подписан Меморандум о взаимопонимании.
На территории ЮАР действует организация «Друзья Азербайджана».

## Международное сотрудничество
На международной арене сотрудничество между странами осуществляется в рамках различных международных организаций, таких как Движение неприсоединения.
Правительство ЮАР поддерживает и признаёт территориальную целостность Азербайджана.

## Иные сферы
В сентябре 2014 года между южноафриканской компанией Paramount Group и азербайджанской компанией AirTechServices Corporation было заключено соглашение об учреждении компании Paramount Aerospace Azerbaijan для модернизации вертолетов и самолетов.
В Национальном Космическом Агентстве ЮАР (SANSA) установлена станция приема сигнала с низкоорбитальных спутников «SPOT 6» и «SPOT 7» (AzerSky).
Осуществляется сотрудничество ЗАО «Азербайджанское телевидение и радиовещание» (AzTV) и Общественного телевидения Азербайджана с SABC (South African Broadcasting Corporation).